# Отдание на Успение Богородично (Кастро)
„Отдание на Успение Богородично“ (на гръцки: Απόδοση της Κοίμησης της Θεοτόκου, Εννιάμερα της Παναγίας) или „Девет дни на Богородица“ (Εννιάμερα της Παναγίας) е възрожденска православна църква край село Кастро на остров Тасос, Егейска Македония, Гърция, част от Филипийската, Неаполска и Тасоска епархия на Вселенската патриаршия.
Църквата е разположена на 1,5 km южно от селото. Построена е в 1867 година според писмо от 4 юли 1867 година на иконом Арсений до Йоасаф, игумена на манастира Кутлумуш, на който е принадлежал храмът.
В архитектурно отношение е еднокорабен храм с дървен покрив и скрита конха на апсидата. Построен е на склон и източната му част е вкопана. Външните му размери са 6,60 / 5,20 m, площта 34,32 m2, височината 2,40 m и дебелина на стените е 0,70 m. Правоъгълна единична обкована отвътре и отвън врата с мандало води в наоса.
Подът е покрит с бели плочи. Две южни прозорчета, от които едно в светилището, осветяват наоса.
Иконостасът е примитивно изработен с широки дървени дъски. Разделен е на седем зони, от които втарата отляво и централната са врати. Високите табла се състоят от две широки дъски. Царските икони са: на неизвестен светец, „Въведение Богородично“, „Света Богородица“, „Исус Христос“ и „Свети Йоан Кръстител“.
Светилището е издигнато. Апсидата, както и протезисът и диакониконът са полукръгли и сводести. Правоъгълна ниша има и на северната стена. Покривът е четирискатен и е от плочи. Храмът пострадва при големия пожар в Кастро и е възстановен.